# 菅沼三千子
菅沼 三千子（すがぬま みちこ、1940年9月24日 - ）は、日本の木漆工芸家である。
20世紀に世界で初めて、オーストラリア・メルボルンのビクトリア国立美術館（National Gallery of Victoria、略称NGV）にて現存する創作家として漆展を開催し、同時にシナバーレッドの漆器など2点が同美術館所蔵品となった塗師で東京都千代田区出身。女子美術短期大学卒業後、木と漆の人生を一筋に生きている。
座右の言葉は「デザインとテクニックは一生の仕事」で、日本の伝統を受け継いで次代を担う若者の発掘をモットーにしており、昭和平成を経て今現在令和の時代に入ってNGV所蔵の総数は9点になる。

## 来歴
東京都千代田区出身。
明治生まれの両親、父は自称英語屋で戦時中は通訳生として参謀本部に身を置き、戦後世田谷区経堂に金石舎研究所（後の京セラクリスタルデバイス株式会社）を設立した折の発足人の一人である。母は子供の教育に熱心で三千子には知識の広い人、品性の高い人、家庭生活に必要な技能に熟達した人、を望ましい女性像とした東京家政学院中学校・高等学校を選び、妹にはキリスト教主義の学校として地の塩・世の光をモットーとする青山学院に進学させた。
三千子は子供の頃から、音楽・美術に関心があり、バイオリン・お絵描きに興味を持ちお稽古を始めたがさほど長続きせず、学生時代は目立った功績はなかった。だが、校章にデザインされた理念であるKVA精神（Knowledge知、Virture徳、Art技）を受け継がんと、女子美術短期大学に自ら好んで入学する。
昭和時代（1970年 - 1983年）
出身地東京を離れ、湘南の地に居を構える事になった一家のお陰で、時をほぼ同じくして学業を卒業した三千子は木漆工芸に興味を持つようになる。
父の実妹がお稽古産業の鎌倉彫師範であった事から、三千子は見よう見真似で彫刻を学び、自ら木漆工芸の道を歩んで行く事になる。
14世紀に生まれた鎌倉彫の魅力は彫刻に見られるノミの力強い動きである一方、潤いのある漆の光沢が三千子を虜にする。
鎌倉彫は木地に模様を彫刻し、黒漆を塗り、その上に朱、青、黄など色漆を塗り重ねて磨き仕上げるのだが、基本的な彫刻法の学習がほぼ終了すると、塗師の道に足を踏み入れる。
女子美卒業から15年目にして三千子は神奈川県知事に漆塗師に認定される。
1970年代の三千子は新構造社に身を置いての活動が主になる。
新構造社の創立は1926年（大正15年）に新構造として結成され、世界大戦前に絵画部に工芸部を新設して、名を新構造社と改称し、毎年東京都美術館において美術展覧会を開催する事となった。
「美術上の研究並びにその作品発表をもって目的とす」また「純粋なる在野精神を基調とし、作者の自己完成を図ることに重きをなす」また「作者は各自の自由な立場をもって芸術探求を行い、イズムに制約されない、作者の人格を尊重する」事をもって目的とする新構造社の趣旨にいち早く賛同した三千子は「昭和の自分」を重ねて身を置く。
斯くして、三千子は新構造社展で、新人賞、功労賞、奨励賞、文部大臣賞、神奈川県教育委員長賞を手中に収めていく。
新構造社に於いて各賞を受賞していく一方、木工に興味を持つようになった三千子は日本での伝統的な道具にも魅せられていく。
木材から板へ加工する時は大鋸（オガ）を使い、丸太から木挽きされた材料を鋸（ノコギリ）で細かく木取りする。次に鉋（カンナ）で厚みを均一にしていく。更に鑿（ノミ）は造作に使い、鑢（ヤスリ）は刃の目立てに使う。
三千子の日本伝統的な道具への関心度は漆塗の塗技法への興味を更に掻き立てる。
伝統的な道具や天然の材料、更に技術が加わって極めて堅牢な漆器を目指していく。
漆塗の技法では、三千子は更なる美と雅を求めていく。
この頃、神奈川県展（1962年（昭和37年）創立）に於いて複数年に亘って連続入選を果たす。
和賀江塗の誕生である。
のちに「デザインとテクニックは一生の仕事」を座右の銘にするようになる菅沼三千子に「日本の伝統に斬新的な感覚を持ち込むのが目標」と言わせた転機である。
昭和から平成に（1984年 - ）
1984年、オーストラリア最大のコレクションを誇るメルボルンのビクトリア国立美術館でシナバーレッドの木漆工芸盛器が認められ、美術館買い上げという功績は菅沼三千子の木漆工芸人生を揺るがないものにする。メルボルン市民の伝統を重んじる意識の中で、今世紀に入って更にフォーカスされ美術館所蔵の菅沼三千子の木漆工芸創作品は合計9点になる。

## 和賀江塗
和賀江塗という名前の由来は、鎌倉市と逗子市の境界線に位置する和賀江島に因んで自らの木漆工芸に命名している。
鎌倉材木座のはずれには逗子小坪に隣接する飯島崎があり、今もその礎石を残す築島である和賀江島がある。その昔、鴨長明が「東関紀行」の中で住吉城の崖下の小道から眺めた和賀江島の情景を書いている。手前の逗子マリーナから眺めると、前方遥か向こうに伊豆大島を臨んで源為朝の伝説を持つ矢の根の井戸、別名、六角井があり、この辺りが和賀江島のネックに当たるところで、武士社会の鎌倉時代に人々の間で山に囲まれた鎌倉の地の唯一、海からの交通の地として毎日全国から何隻もの船が出入りしていた所である。
木地に直接黒漆を塗り、その上に赤漆を重ね塗りした自らの木漆工芸創作品を塗り終えて散策に出た菅沼三千子は目の前に広がる絶景を眺めて命名を思いついている。
満潮時にはほぼ全域が海面下に隠れてしまう和賀江島は、干潮時は岬の突端から長い距離に亘って巨石の石積みが見られ、その往時の姿が偲ばれる。
太陽が姿を段々消していく時、茜色に染まっていく空に遥か彼方に見える富士山が徐々に黒ずみ出し、黄昏時から漆黒の闇夜に更に移っていくダイナミックな場景は自らの木漆工芸品の醍醐味と重なると菅沼三千子は言っている。
鎌倉時代の築港跡としては唯一現存している和賀江島は国の史跡に指定されており、その名を引用した昭和生まれの木漆工芸家菅沼三千子は現代木漆工芸業界のパイオニアとも言える。
和賀江塗の特徴は研ぎ出しという手法で、これは漆を塗り上げた後、仕上げの前に磨くのだが、これを何度も繰り返して艶に深みを出している。
和賀江塗では、時が経つにつれて自然に出てくる「曙塗り」と「根来塗り」を大切にしているがこれらの結果が出るには少なくとも10年は掛かるので、スピード感溢れる現代に合わせて最近では、夫々に自らの手の感覚を利用した手法を取り入れている。
「曙塗り」では、下塗りで朱漆を塗り上げ、仕上げに黒を塗った後に磨きによって赤の部分が少し見えるようにし、曙光のように闇から光が射すような印象を創り出している。
「根来塗り」では、中塗りで黒漆を塗り、上塗りで朱漆を塗った後に磨きによって黒の部分が所々表面化してくるように創り出している。
和賀江塗の製造工程
材料の木は、トチ、ヒノキ、カツラ等を使用する。
板から削り出して作る刳物（くりもの）の木地を使うことが多い。
木地作り－木目等を吟味し、その木材を木地師と呼ぶ職人が加工するのが通常だが、和賀江塗では全て独りの漆芸家がする。
木地固め－木目に水練りした砥の粉を塗り込んでは拭き取る作業を2、3回行う。　
下地－素地に漆が吸収されるのを防ぐために、生漆を塗布する。
摺漆－透漆に荏油を混ぜたものを、数回に分けて薄く塗り込むのだが摺りの回数が多いほど出来上がりがよい。
上塗－透漆に荏油を加えた漆を刷毛で塗る。漆は塗師が独自の製法で精製する。

## 活動実績

### 主な作品収蔵
オーストラリア・メルボルン・NGV国立美術館：
東京都港区三田　オーストラリア大使館：
東京都港区芝公園　港区役所

### 日本国外
平成に入ってからの菅沼三千子のビクトリア国立美術館に於ける活躍は目覚ましいものがある。
NGVの主任学芸員であるDR.Mae Anna Pang監修のAsian Art Collectionにはシナバーレッドの木漆工芸盛器が掲載され、そのコレクションブックは美術館内の売店で販売されている。
2004年NGVに於けるArt of Zen from Asian Collection展「茶の湯」では菅沼三千子の茶道具が展示される。
2006年は日豪友好30周年記念にあたり、NGVでも「フォーカス・オン・ラッカー展」が開催され、美術館所蔵の菅沼三千子の創作漆器が展示される。
それに先駆けて、ロンドン発行のAsian Art Newspaper1月号に菅沼三千子の漆が大きく紹介されている。
2010年NGVに於けるZen and Tea禅と茶道展で菅沼三千子の茶道具が展示される。
2012年10月には、学芸員Wayne Crothers監修のもとに豪州NGV館内にJapanese permanent collection Galleryを設置することになり、そのオープニングには美術館所蔵の漆器の中から菅沼三千子のピュアブラック竹製根来塗り棗が展示された。
2016年7月から7ヶ月間、学芸員Wayne Crothers監修のもとに豪州NGV館内でBAMBOO TRADITION IN CONTEMPORARY FORMが開催されて大分産竹漆塗り茶道具3点（水指・棗・香合）が茶室ガラスケースに展示されている。

### 日本国内
1992年新構造社に於いて、文部大臣賞・神奈川県教育委員長賞を受賞し、京王百貨店友の会カルチャー教室漆塗講師になる。
1994年東京都港区外郭団体国際交流協会経由 刀痕漆器を港区長から駐日オーストラリア大使館に寄贈
2012年東京都港区役所港区に1984年作曙塗り具利紋大鉢が永久保存になる。
2018年東京都港区高輪区民センターで東京都港区役所共催高輪の漆器：和賀江塗展を6月8日(金)9日(土)10日(日)開催する。